# Verdelho

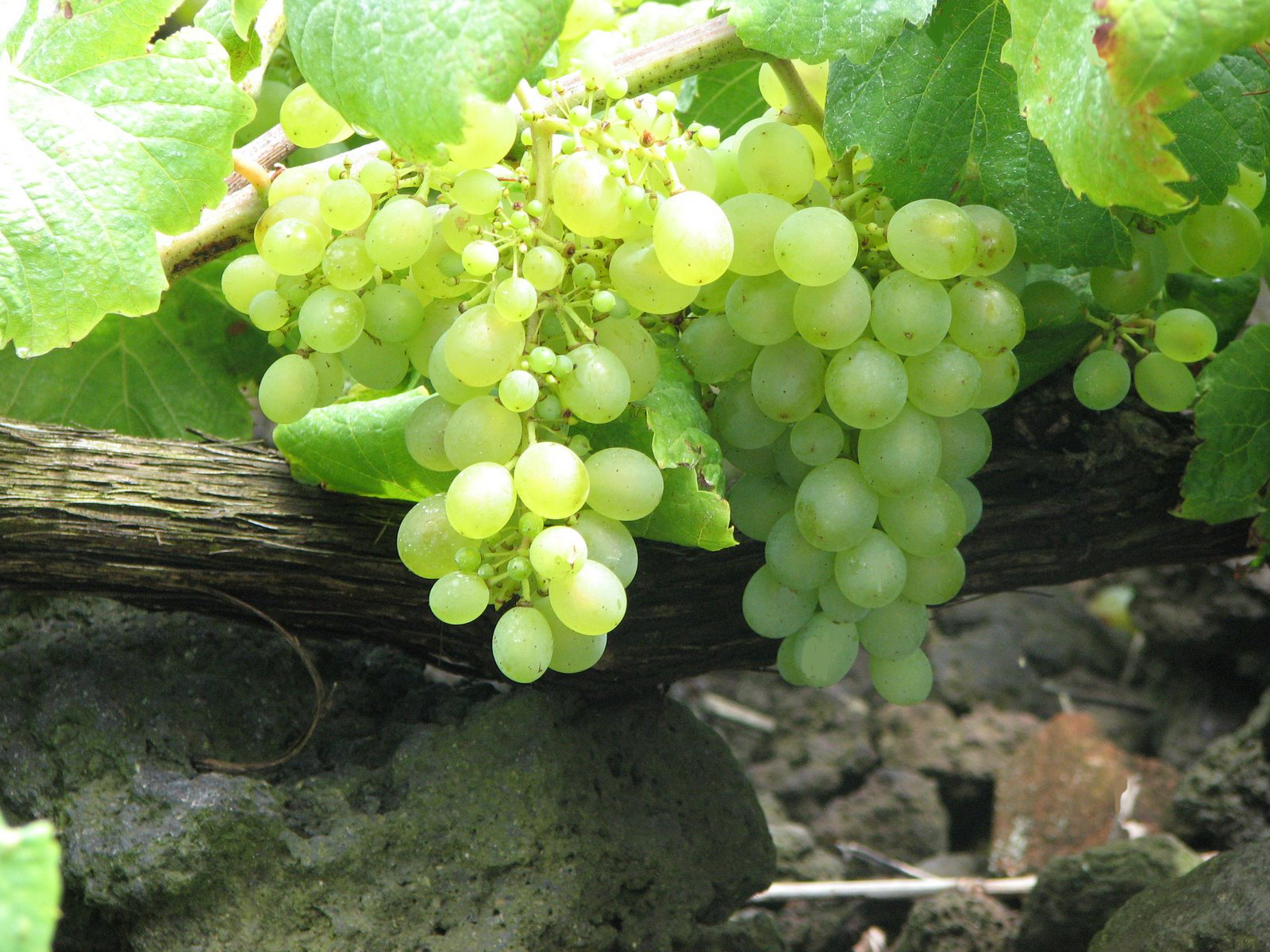
Verdelho

Verdelho är en grön druva som används vid framställning av en torr eller halvtorr variant av madeiravin. Den ger en kraftig smak med god balans mellan fruktighet och friskhet och ofta med inslag av nötter.